# Postulaat van Clausius
Het postulaat van Clausius is een postulaat opgesteld door Rudolf Clausius (1822-1888). Dit postulaat luidt dat het onmogelijk is om een thermodynamisch systeem een kringproces te laten doorlopen waarvan het enige resultaat is dat er warmte onttrokken wordt aan een warmtereservoir op lage temperatuur en de afgifte van dezelfde hoeveelheid warmte aan een warmtereservoir op hogere temperatuur. Daarbij is altijd arbeid op het stelsel nodig, of anders wel een derde warmtereservoir met een nog hogere temperatuur dat warmte afgeeft aan het bedoeld systeem. 
Voorbeelden van toepassingen van het principe van Clausius zijn koelmachines (ijskasten), warmtepompen en thermische ijskasten.